# Bedellia ehikella
Bedellia ehikella là một loài bướm đêm thuộc họ Bedelliidae. Nó được tìm thấy ở Ukraina, Tây Ban Nha, Sardegna, Ý, Croatia, Cộng hòa Séc và Hungary.
Con trưởng thành bay từ cuối tháng 3 đến giữa tháng 5 và một lần nữa từ tháng 7 đến tháng 9 ở Ukraina.
Ấu trùng ăn Convolvulus cantabrica. Chúng ăn lá nơi chúng làm tổ.